# It's That Time... 18 Songs Compilation
It's That Time... 18 Songs Compilation (Chinees: 是時候新舊對照18首) is een album van de cantopop-zangeres Sammi Cheng. Het is opgenomen in 1995 en uitgegeven in november van hetzelfde jaar. Het album bevat de achttien bekendste singles van Cheng.

## Tracklist
1. 終於開始
2. 到此為止
3. 失憶
4. 苦戀
5. 時間地點人物
6. 薩拉熱窩的羅密歐與茱麗葉
7. 熱愛島
8. 十誡
9. 大報復
10. 叮噹
11. 總算為情認真過
12. 癡心等待
13. 娃娃看天下
14. Say U'll Be Mine
15. 情斷維也納
16. 不來的季節
17. 思念
18. 叮噹